# Épée à sept branches

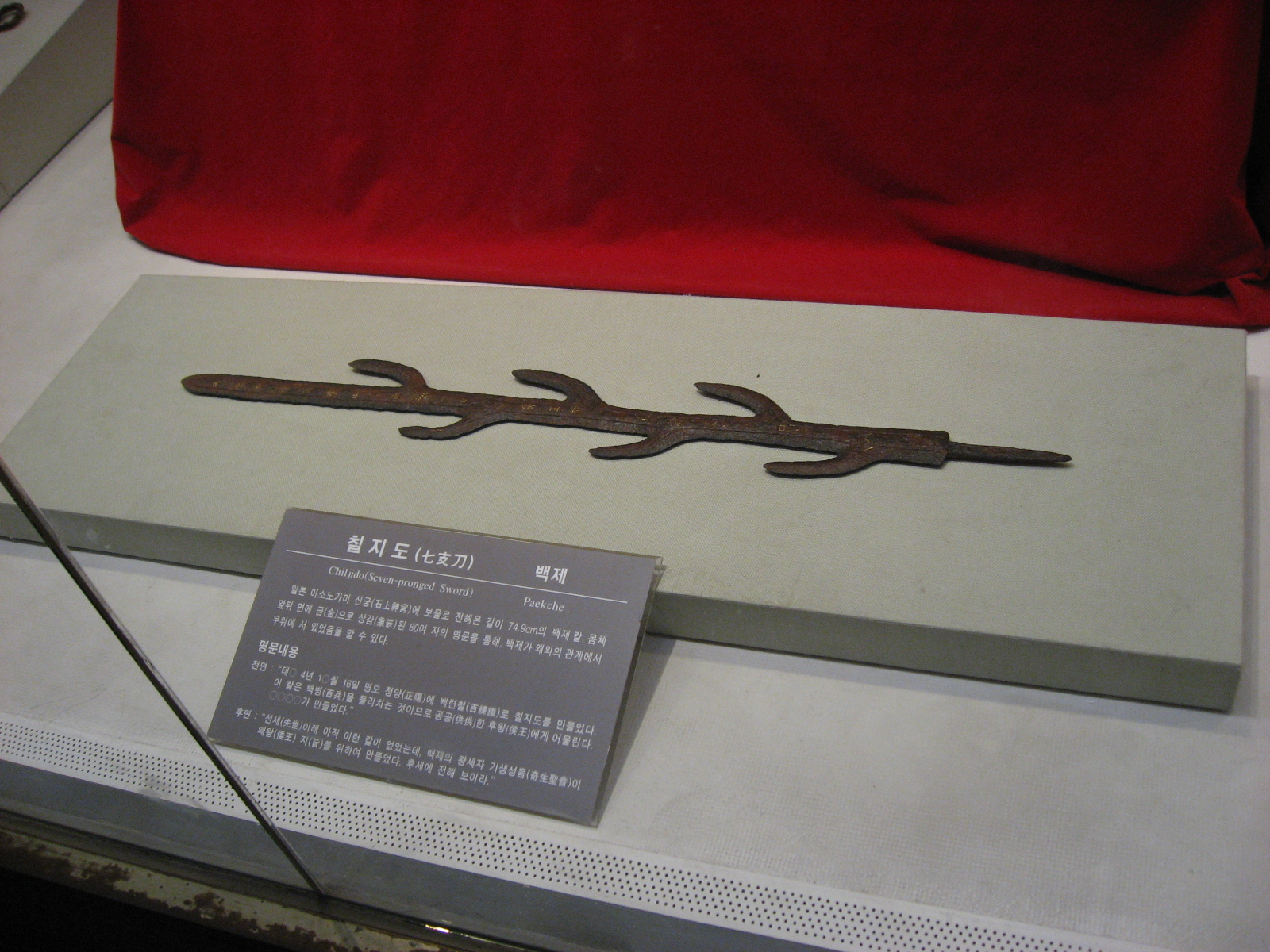
Réplique de l'épée à sept branches ou Chiljido au en Corée du Sud ou Nanatsusaya no Tachi (shichishitō) en japonais.

L'épée à sept branches (七支刀, Shichishitō ou Nanatsusaya no Tachi), est une épée de fer de fabrication continentale censée être identique à l'artefact de ce nom, cadeau du roi de Baekje à un dirigeant de l'époque de Yamato et mentionnée dans le Nihon Shoki durant la cinquante-deuxième année du règne de la semi-mythique impératrice Jingū. Longue de 74,9 cm de long, elle porte six saillies semblables à des branches le long de la lame centrale. L'épée originale est conservée depuis l'antiquité au Isonokami-jingū situé dans la préfecture de Nara au Japon et n'est pas exposée au public. Une inscription sur le côté de la lame est une source importante pour la compréhension des relations entre les royaumes de la péninsule coréenne et le Japon à cette période.

## Apparence
La lame de l'épée est longue de 65,5 cm et la soie de 9,4 cm. Il n'y a pas de trou sur la soie pour fixer l'épée avec une poignée. L'épée est brisée au sommet de la soie. L'analyse de la surface cassée montre que le matériau de l'épée a été forgé en acier doux. D'évidence, l'épée a été forgée dans un but cérémonial.
L'épée est conservée au Isonokami-jingū depuis les temps anciens. L'inscription sur la lame, cachée par la rouille, a été redécouverte dans les années 1870 par Masatomo Kan, un prêtre shinto du sanctuaire. Une inscription recto-verso sur l'épée est incrustée d'or. C'est en 1892 que Hoshino indique que l'épée est mentionnée dans le Nihon Shoki. De nombreux chercheurs se sont engagés dans l'étude de l'épée pour déterminer l'interprétation de l'inscription vague. En 1996, Murayama a publié les photos prises en gros plan aux rayons X.

## Origines
L'analyse et l'archéologie suggèrent que les origines de l'épée remontent à la Chine de la dynastie Jin en 369. La conception particulière de l'épée -la pointe de la lame comptant comme la « septième » branche- est indicative des motifs coréens contemporains en forme d'arbre. Parmi les exemples de ce motif figurent la couronne de Baekje et la couronne de Silla. Si l'arme a effectivement été produite en Corée, elle représente une des premières réalisations artistiques de la forge d'épée de Baekje.

## Description dans leNihon shoki
L'épée est mentionnée dans la biographie de l'impératrice Jingū, légendaire impératrice du Japon antique. Le texte chinois original se présente ainsi ;
則獻七枝刀一口 七子鏡一面及種種重寶 仍啟曰 臣國以西有水 源出自谷那鐵山 其邈七日行之不及 當飲是水 便取是山鐵以永奉聖朝.
En français;
(52e année, automne, 9 mois 10 jours. Kutyo et d'autres sont venus avec Chikuma Nagahiko) et ont présenté une épée à sept branches et un miroir [composé] de sept petits [miroirs], avec divers autres objets de grande valeur. Ils ont abordé l'impératrice en disant : - « À l'ouest du pays de tes serviteurs, il y a une rivière source qui sort du mont Cholsan dans Kong-na. Elle est éloignée de sept jours de voyage. Il n'est pas nécessaire de s'en approcher mais il faut boire cette eau, et ainsi ayant obtenu le fer de cette montagne, attendre à la Cour sage de tous temps ».

## Inscription sur l'épée
L'inscription se lit :
Caractères chinois originaux :
Premier côté : 泰■四年十(一)月十六日丙午正陽造百錬(銕)七支刀(出)辟百兵宜供供候王■■■■ (作 ou 祥)
Second côté : 先世以來未有此刀百濟王世(子)奇生聖音故爲倭王旨造傳示後世
Les caractères entre parenthèses sont ambigus. Les caractères avec des blocs noirs sont entièrement illisibles.
En français :
Premier côté : « A midi, le seizième jour du onzième mois [mai], quatrième année de ■, l'épée a été faite d'acier trempé 100 fois. Se servir de l'épée repousse 100 soldats ennemis [appropriées pour le roi de duc poli]. Elle est envoyée [accordé] au roi. (fabriqué par ou bonne fortune de...) [].
Deuxième Côté : « Jamais auparavant il n'y a eu une telle lame Le prince héritier du roi de Baekje, qui vit sous les sons d'août, a fait faire cette épée pour le roi de Wa dans l'espoir qu'elle puisse être transmise aux générations futures ».

## Interprétation de l'inscription
Deuxième lettre sur le premier côté et quand l'épée a été faite : Les quatre premières lettres sont généralement décodées comme « 4e année de Taiwa (ère chinoise de la dynastie Jin) » mais la deuxième lettre est ambiguë. Taiwa 4 correspond à l'année 369. Kim Sok Hyong, chercheur de Corée du Nord, a proposé une théorie selon laquelle le caractère fait référence à un nom d'ère locale de Baekje. La théorie est contestée puisque aucune autre découverte archéologique ne révèle l'existence d'un nom unique d'ère de Baekje. Hong Sung-Hwa, de l'université de Corée, expose 十(一)月十六日 (le seizième jour du onzième mois) est en 408, parce que si le 6e, novembre est 日干支(日干支 est un jour du cycle sexagésimal) de 丙午 en 408, l'année est les 4 ans par le roi Jun-ji(腆支王) à Baek-je. Nous pouvons donc estimer que Baek-je dispose d'un nom d'ère autonome (Goguryeo et Silla avaient leur nom d'ère). En 409, l'envoyé de Wei visite Baekje et le roi Jun-ji lu offre l'hospitalité de sorte que l'épée a été faite en 408.
Milieu de la première face : Les lettres montrent que l'épée a été faite d'acier et peut repousser l'ennemi. Les lettres suivantes sont la partie la plus controversée de l'inscription. Kim note que l'épée utilise le terme 候 王 traduit comme « seigneur inféodé » et affirme que le roi Wa était subordonnée au souverain de Baekje.
La majorité des spécialistes japonais n'est pas d'accord avec la théorie de Kim. Ils soulignent que la signification du terme 候 王 a varié selon les différentes périodes. Après la dynastie Han, le terme est utilisé couramment et toujours juste de façon honorifique,.
Fin de la première face : Bien que quatre des cinq dernières lettres sont indécodables, la dernière lettre indique que les lettres précédentes étaient soit le nom de l'auteur ou une phrase de prière comme 永年 大 吉祥 (« Ai toujours de grandes fortunes »). Dans les deux cas, la phrase doit généralement indiquer la fin de l'inscription et n'est pas synchronisée avec le fait que l'inscription se poursuit de l'autre côté. Il existe également une théorie selon laquelle la seconde face a été écrite par une personne différente ou à des moments différents.
11e et 13e lettre de la deuxième face et qui a offert l'épée : les 11e et 13e lettres semblent être 王世子 (le prince héritier du roi) et certains chercheurs considèrent qu'elle a été présentée de la part du prince héritier de Baekje, en remontant finalement au roi Geungusu (en). Cependant, comme les lettres sont ambiguës, il n'est pas tout à fait clair qui de Baekje a présenté l'épée.
17e lettre de la deuxième face : La lettre est considérée être soit 音 (son) soit 晉 (dynastie Jin). Un ancien décodage indique que la phrase 奇生聖音 comprend une nuance bouddhiste ou taoïste, que le présentateur a « vécu sous les sons (sacrés) (du mois) d'août ». D'autres chercheurs indiquent que l'expression signifie « né par hasard sur août (sacré) dynastie Jin ».
De la 18e à la 22e lettre de la deuxième face et le bénéficiaire : la phrase 爲倭王旨造 est traduite de différentes manières à travers des interprétations différentes de la 22e lettre 旨.
- Si 旨 = nom de personne, l'expression se traduit de la manière suivante : « Pour Shi, le roi de Wa, a fait (l'épée) »[17].
- Si 旨 = « ordre » : « Sur l'ordre du roi de Wa, fait (l'épée) ».
- Si 旨 = « délibérément » : « Pour le roi de Wa, délibérément fait (l'épée) ».
- Si 旨 = « premier » : en interprétant la lettre comme une abréviation de 嘗 : « Pour la première fois, fait (l'épée) pour le roi de Wa.

Prendre un nom personnel comme interprétation conduit à l'idée centrée sur Baekje que le présentateur de Baekje écrit hardiment le nom du roi de Wa et le considère donc comme inférieur. Prendre l'interprétation « ordre » conduit à l'idée centrée sur le Japon que Baekje a présenté l'épée parce que le roi de Wa lui a ordonné de le faire. Par conséquent, l'interprétation prête donc à controverse. Ueda Masaaki (cité par Saeki, 1977) est plutôt une exception parmi les historiens japonais parce qu'il « a maintenu que l'épée à sept branches a été « accordée » au souverain de Wa par le roi de Baekche ». Ueda « fonde son interprétation sur l'argument que le terme koo [howang] apparaissant dans l'inscription désigne un dirigeant vassal du roi de Baekje et que l'inscription est écrite sur un ton de commandement d'un supérieur à un inférieur, ce qu'illustre la phrase « transmet [cette épée] à [ta] postérité ». Cependant, Saeki (1977) soutient que l'on ne peut interpréter l'inscription comme signifiant soit « conférer » l'épée au roi dans la vassalité ou « présente respectueusement » à l'empereur comme de nombreux chercheurs japonais l'ont soutenu depuis l'ère Meiji. Saeki semble enclin reprendre l'argument de Hirano selon lequel l'inscription indique simplement le fait qu'il y avait une relation respectueuse et sincère entre les dirigeants de Baekche et Wa,.
Cependant, une autre théorie avancée par Kōsaku Hamada de l'Université de Kyūshū émet l'hypothèse que l'épée à sept branches originale a été créée par les Jin de l'est en 369 (泰和四年) pour un seigneur vassal avec la première inscription. En 372, le roi Geunchogo envoie une ambassade à la cour des Jin de l'est, puis un émissaire des Jin est envoyé à la cour de Baekje, pour octroyer le titre de « général stabilisateur de l'est et gouverneur de Le-lang » (鎭東將軍). L'épée est donnée au roi à cette époque. Le roi de Baekje ordonne la création d'une réplique de l'épée avec la seconde inscription et l'envoie à Wa pour une alliance en tant que pairs sous la domination des Jin de l'est. Par conséquent, il n'existe aucune relations de vassalité entre Baekje et Wa. Homada avance que cela explique le ton de commandement de la première inscription et le respect manifesté à Jin dans la seconde inscription.
Bien que l'inscription sur l'épée est controversée et utilisée par de nombreux nationalistes pour soutenir leurs propres programmes, l'épée prouve, à tout le moins, qu'il y avait des liens très étroits entre Baekje et Wa 
et que le début des relations d'amitié entre les deux pays remonte probablement à l'année 372.
En ce qui concerne la date de fabrication, Hong Sung-Hwa, un spécialiste de l'université de Corée, dit qu'en 396-409, Baekje a été attaqué par Goguryeo de telle sorte que Baekje devait nécessairement faire alliance avec Wei, le roi Jun-ji de Baekje donne l'épée au roi.

## Source de la traduction
- (en) Cet article est partiellement ou en totalité issu de l’article de Wikipédia en anglais intitulé « Seven-Branched Sword » (voir la liste des auteurs).